# آرک‌نت

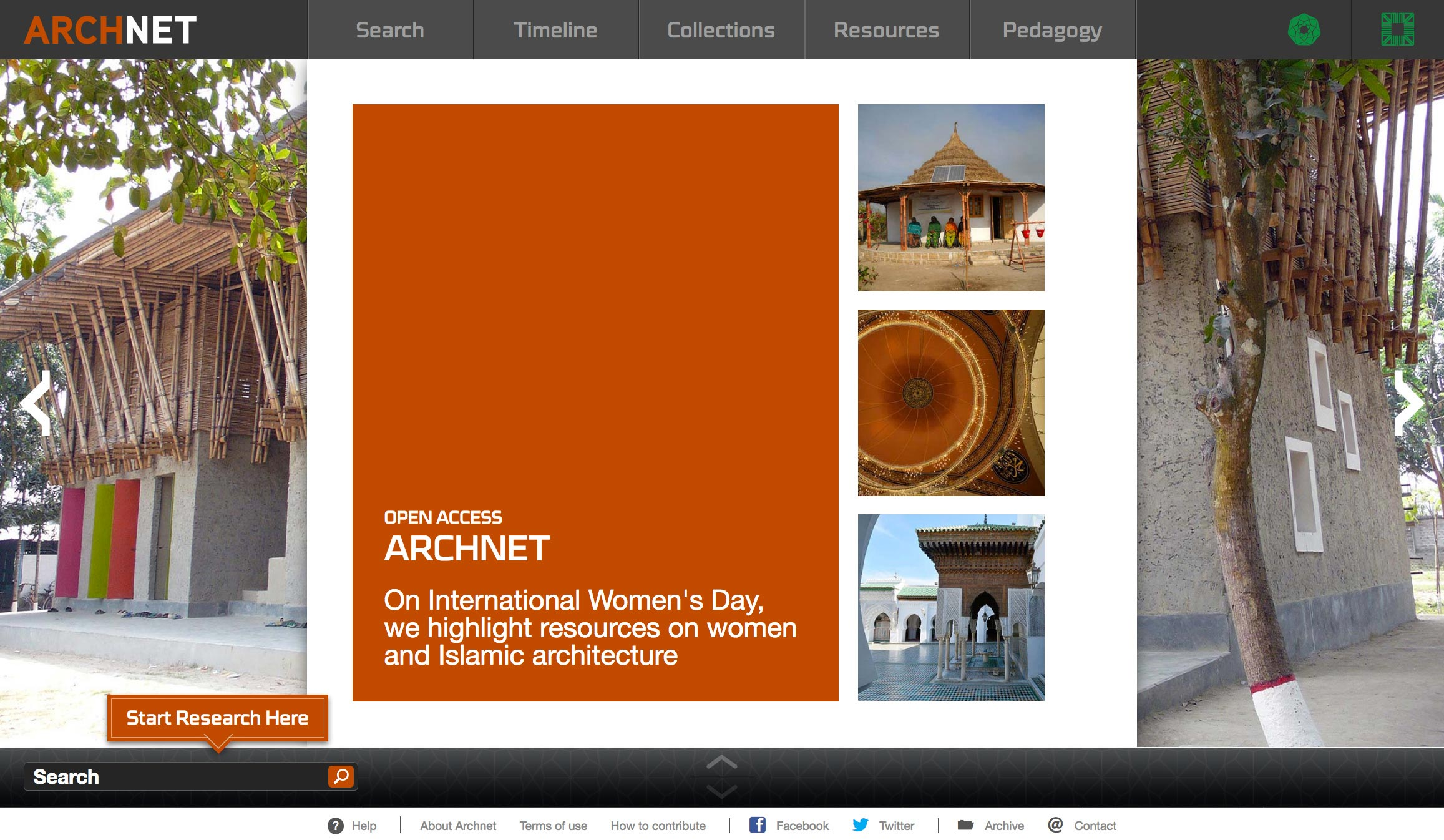
مدرسه MIT خالق Arch Net بزرگترین حامی معماری اسلامی

آرک‌نت (به انگلیسی: ArchNet) به نشانی (www.archnet.org) بزرگترین پایگاه داده معماری اسلامی است که توسط مدرسه معماری MIT ساخته و در همکاری با Aga Khan Trust for Culture برنامه‌ریزی شده است. این وب‌گاه منابع رایگانی را در زمینه‌های معماری، شهرسازی و توسعهٔ جهان اسلام ارائه می‌دهد.